# Hognaston
Hognaston – wieś w Anglii, w hrabstwie Derbyshire, w dystrykcie Derbyshire Dales. Leży 18 km na północny zachód od miasta Derby i 200 km na północny zachód od Londynu. Miejscowość liczy 200 mieszkańców.